# David Fiegen
David Fiegen (né le 3 septembre 1984 à Esch-sur-Alzette) est un athlète luxembourgeois, spécialiste du demi-fond. Il mesure 1,87 m pour 68 kg. David Fiegen est le premier (et à ce jour le seul) luxembourgeois médailliste aux Championnats d'Europe d'athlétisme en plein air.

## Palmarès
| Date | Compétition                    | Lieu     | Résultat | Performance   |
| ---- | ------------------------------ | -------- | -------- | ------------- |
| 2002 | Championnats d'Europe en salle | Vienne   | 6e       | 1 min 47 s 44 |
| 2002 | Championnats du monde juniors  | Kingston | 3e       | 1 min 46 s 66 |
| 2003 | Championnats d'Europe juniors  | Tampere  | 2e       | 1 min 49 s 91 |
| 2006 | Championnats d'Europe          | Göteborg | 2e       | 1 min 46 s 59 |

## Meilleurs temps
- 400 m : 47 s 76 (NR) 4e au Resisprint La Chaux-de-Fonds 20 août 2006
- 800 m : 1 min 44 s 81 	(NR) 3r1 WK Zurich 18 août 2006
- 1 000 m :  2 min 17 s 51 NR 2 Metz 2 juillet 2006
- 1 500 m : 3 min 39 s 98 4 Gresham OR 5 juin 2004